# Hans Harksen
Hans Harksen (* 17. Januar 1897 in Dessau; † 20. Dezember 1985 ebenda) war langjähriger Leiter des Dessauer Stadtarchivs und Begründer des Dessauer Kalenders.

## Leben
Hans Harksen war Sohn des Oberregierungsrates Wilhelm Harksen (1858–1945), der die Vermessung des anhaltischen Harzes leitete. Harksen besuchte die Mittelschule in Harzgerode und das Gymnasium Carolinum Bernburg, an dem er Ostern 1916 das Abitur bestand. Anschließend studierte er im Sommersemester 1916 in Berlin Naturwissenschaften und Philosophie, vom Wintersemester 1916/17 bis zum Wintersemester 1920/21 Germanistik, Geschichte und Philosophie in Berlin, Jena, Leipzig und Halle, mit einer kriegsbedingten Unterbrechung von zwei Semestern. Nachdem er in Leipzig bereits volkswirtschaftliche Vorlesungen u. a. bei Wilhelm Stieda gehört hatte, folgte schließlich ab dem Sommersemester 1921 ein Studium Nationalökonomie in Halle. Nach der Promotion 1927 erhielt er eine Anstellung beim Magistrat der Stadt Dessau im Ressort Finanzen.

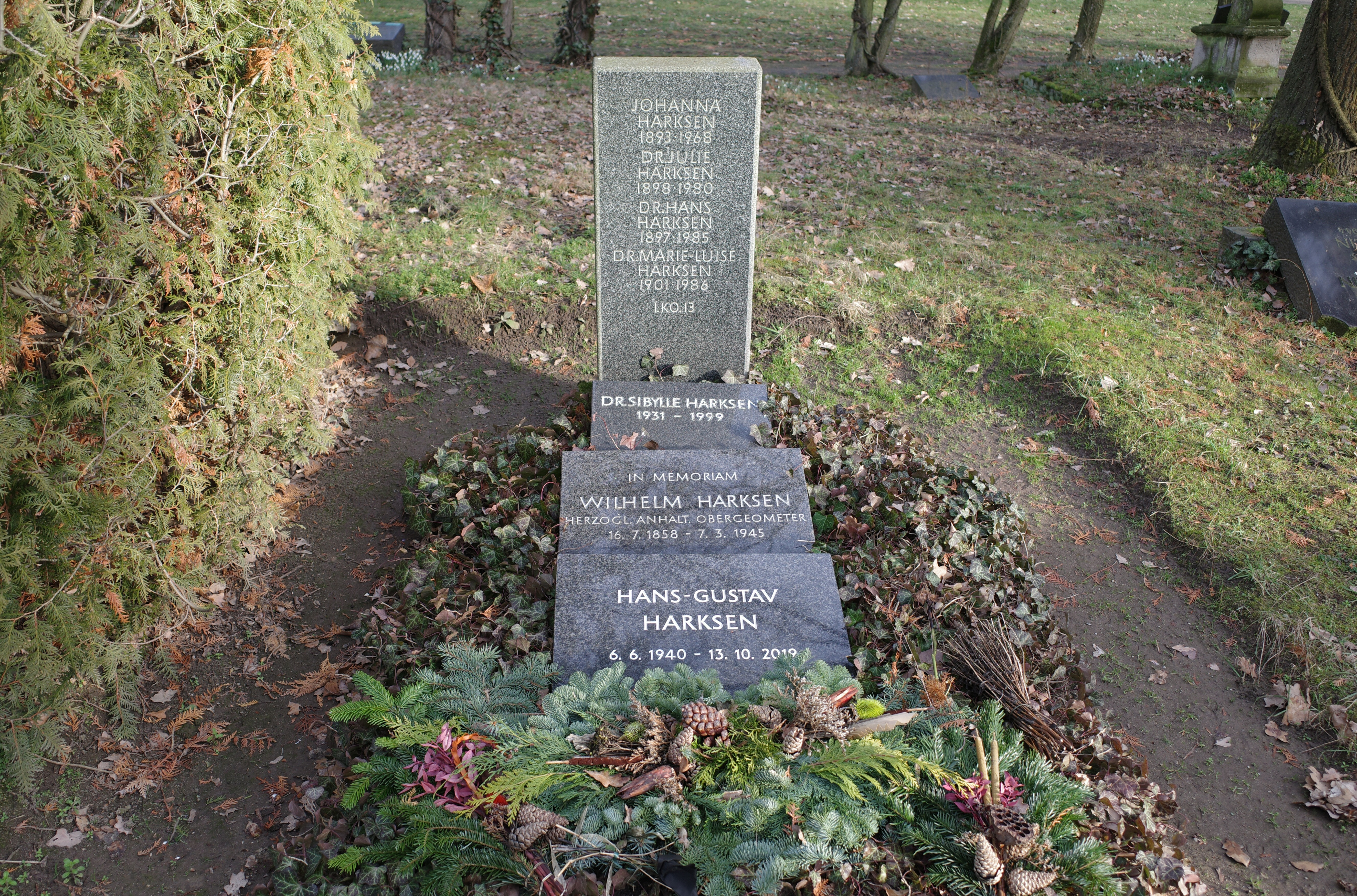
Ruhestätte in Dessau

Hans Harksen war ein dem Neuen aufgeschlossener Mensch und war schon bald nach der Übersiedelung des Bauhauses nach Dessau dem „Kreis der Freunde des Bauhauses“ beigetreten. Am 12. Juli 1933 erhielt er die Entlassung aus dem Magistrat, die mit seinem Engagement für das Bauhaus begründet wurde. Nach Arbeitslosigkeit und Tätigkeiten in verschiedenen Betrieben in Dessau und Berlin kehrte Harksen mit seiner Familie 1945 nach Dessau zurück. Im November 1945 trat er in die Haushaltsabteilung des Rates der Stadt Dessau ein. 1951 kam er zum Stadtarchiv, dem er bis 1979 als Mitarbeiter verbunden blieb. Von 1951 bis 1972 war er dessen Leiter.
1957 begründete Harksen den Dessauer Kalender, der sich an die Tradition des Anhaltischen Kalenders anlehnt und vielfältige Beiträge zur Geschichte von Dessau und Anhalt veröffentlicht, und von Beginn an den Wiederaufbau der Stadt Dessau begleitete.
Hans Harksen war verheiratet mit der Kunsthistorikerin Marie-Luise Harksen (1901–1986). Die Kunsthistorikerin Sibylle Harksen (1931–1999) war eine Tochter des Paares.